# 덴파쿠구
덴파쿠구(일본어: 天白区)는 일본 아이치현 나고야시를 구성하는 16개 구 중 하나이다. 나고야시 동부에 위치하고 있어 주택지의 성격이 강한 구이다. 중세에는 나루미 장원 덴파쿠촌이었다. 덴파쿠라는 이름은 1906년에 아이치군 덴파쿠촌이 성립했을 때 구역을 흐르는 강인 덴파쿠강에서 유래했다.

## 지리
덴파쿠강 및 우에다강 주변의 평탄한 지형과 구 북부의 우에다산, 서부의 오토키키산, 남부의 아이오이산이 있는 구릉지가 있다.

## 인접한 자치체
- 나고야시 쇼와구, 지쿠사구, 메이토구, 미즈호구, 미도리구, 미나미구
- 닛신시

## 역사
- 1906년 - 우에다촌, 시마노촌, 히라바리촌이 합병해 덴파쿠촌이 되었다.
- 1955년 - 덴파쿠촌이 나고야시에 편입, 합병되어 쇼와구 덴파쿠정이 되었다.
- 1975년 - 쇼와구 덴파쿠정이 분구해 덴파쿠구가 되었다.

## 교육
- 메이조 대학

## 교통

### 철도
- 나고야시 교통국(나고야 시영 지하철)
  - 쓰루마이선
  - 사쿠라도리선

### 도로
- 국도 제153호선
- 국도 제302호선